# 近藤正晃ジェームス
近藤 正晃ジェームス（こんどう まさあきらジェームス、1967年12月9日 - ）は、日本の事業家。英語表記は Kondo Masaakira James。公益財団法人国際文化会館理事長。元Twitter日本法人代表。兄は株式会社レゾナンス代表取締役社長の近藤正純ロバート。

## 略歴

### 学歴
- 1986年、慶應義塾高等学校卒業
- 1990年、慶應義塾大学経済学部卒業
- 1997年、米国ハーバード大学経営大学院修了
- 2008年、米国イェール大学ワールド・フェロー[4]

### 社会事業
- 2007年に、ダボス会議のヤング・グローバル・リーダーの仲間と共に、世界の飢餓と肥満の同時解消を目指す社会運動、TABLE FOR TWO（テーブル・フォー・トゥー）を設立、共同代表理事を経て、現在は創設者会議メンバー[5]。
- 2011年には、被災した若者のリーダーシップ教育を支援する一般財団法人 教育支援グローバル基金（ビヨンド・トゥモロー）発起人となり、2011年から2013年まで代表理事を務める[6]。
- Asia Societyのグローバル評議員 及び Asia Society Japan Center 代表理事。
- 公益財団法人国際文化会館評議員、理事を経て、2019年1月より理事長。
- あしなが育英会賢人達人会メンバー[7]。

### テクノロジー
- 東日本大震災後の2011年4月17日に、Twitter Country Manager（日本名「日本代表」）[8]、2013年にTwitter社の東アジア代表[要出典]、2014年よりTwitter社副社長兼Twitter Japan代表取締役会長[9] （2015年12月退任）。Twitterのライフラインとしての機能拡充に注力し、その重要性についてTEDxTokyoに登壇した[10]。
- Geodesic Capital、IBM Japan等[要出典]のアドバイザーを務める。
- Zホールディングス（ヤフー株式会社）内にある任意団体シリコンバレー・ジャパン・プラットフォームの共同議長[11][12]。
- 一般財団法人アジア・パシフィック・イニシアティブ、世界経済フォーラム、経済産業省が共同で立ち上げた任意団体世界経済フォーラム第四次産業革命日本センター (C4IR Japan）代表理事[要出典]。

### 政策
- 1990年にマッキンゼー・アンド・カンパニーに入社。
- 政府においては、2010年には、内閣官房国家戦略室長付内閣参事官、内閣官房副長官秘書官、官邸国際広報室国際広報戦略官を歴任。2011年より2012年まで内閣府本府参与。
- シンクタンクの分野では、2004年に特定非営利活動法人 日本医療政策機構を共同設立し、2009年まで副代表理事、事務局長[13] 。戦略国際問題研究所（CSIS）のインターナショナル・フェロー、米国アジア・ソサイエティーのアソシエート・フェローとしても活動[要出典]。
- 2011年に、一般財団法人日本再建イニシアティブ（現 一般財団法人アジア・パシフィック・イニシアティブ）を共同設立し、専務理事に就任[14]。

### 学界
- 2003年から2009年まで、東京大学先端科学技術研究センター客員助教授、特任准教授として東京大学医療政策人材養成講座を共同設立、運営した[15]。
- 2011年より一橋大学大学院経営管理研究科国際企業戦略専攻客員教授。Business, Government & International Economyの講座で教鞭をとる[16]。

## 受賞歴
- 2003年、世界経済フォーラム (ダボス会議)、New Asian Leader
- 2005年、世界経済フォーラム (ダボス会議)、Young Global Leader
- 2005年、米日財団、US-Japan Leadership Program 2005-06 Delegate Asia Society、Asia 21 Fellow[17]
- 2006年、稲盛財団、イナモリ・フェロー（第4期生）
- 2016年、Bosch財団、Richard von Weizsäcker Fellow

## 出版物

### 著書
- 『確定利付証券と金利オプション―ジャロウ教授のデリバティブ・リスクマネジメント』（近代セールス社、1997年、（共訳）） ISBN 476500631X
- 『マッキンゼー戦略の進化―不確実性時代を勝ち残る』（ダイヤモンド社、2003年、（編著）） ISBN 4478374317
- 『医療を動かす―HSP(東京大学医療政策人材養成講座)の活動記録』（幻冬舎、2007年、（編著）） ISBN 4344014383
- 『「医療政策」入門―医療を動かすための13講』（医学書院、2009年、（編著）） ISBN 4260008587　など。
- 『世界を拓くリーダーたちへ （国際文化会館新渡戸国際塾講義録4）』（アイハウスプレス、2015年、（編著）） ISBN 978-4-903452-26-5

### 論文
- 日本語 CiNii 近藤正晃ジェームス[リンク切れ]
- 英語 McKinsey Quarterly - James Kondo[要出典]